# Ben Mowen

a Compétitions nationales et continentales officielles uniquement.

b Matchs officiels uniquement.
Dernière mise à jour le 28 mai 2019.
Ben S.C. Mowen, né le 1er décembre 1984 à Brisbane, est un joueur australien de rugby à XV évoluant au poste de troisième ligne centre ou troisième ligne aile.

## Biographie
Ben Mowen joue avec les Queensland Reds de 2006 à 2007 mais ne dispute aucun match de Super14. En 2007, il dispute l'unique saison de l'Australian Rugby Championship avec les East Coast Aces. Il rejoint ensuite les Waratahs en 2008 et dispute sa première rencontre de Super 14 en 2009. En 2012, il s'engage avec les Brumbies. Il connaît sa première sélection en équipe d'Australie le 22 juin 2013 lors d'un test match contre les Lions britanniques. En novembre 2013, il est nommé capitaine des Wallabies par Ewen McKenzie pour le match contre l'équipe d'Angleterre. Durant l'été 2014, il rejoint le Montpellier HR et le Top 14. Ayant peu de temps de jeu au MHR, il décide de rejoindre la Section Paloise pour la saison 2016-2017. 